# Mesomelaena stygia
Mesomelaena stygia là loài thực vật có hoa trong họ Cói. Loài này được (R.Br.) Nees mô tả khoa học đầu tiên năm 1846.